# Llica (gemeente)
Llica is een gemeente (municipio) in de Boliviaanse provincie Daniel Campos in het departement Potosí. De gemeente telt naar schatting 5.013 inwoners (2018). De hoofdplaats is Llica.